# Parafia Matki Bożej Szkaplerznej w Lwowcu
Parafia Matki Bożej Szkaplerznej we Lwowcu – rzymskokatolicka parafia we wsi Lwowiec, należąca do archidiecezji warmińskiej i dekanacie Bartoszyce. Została utworzona 22 września 1974. Mieści się pod numerem 16. Parafię prowadzą księża Salezjanie.